# 孙岳 (五代)
孙岳（？—933年12月9日），五代十国后唐官员，冀州人。
孙岳强干有才，历任府卫右职。天成年间，担任颍州、耀州二州刺史、阆州團練使，所至有政绩，升任为鳳州武興軍節度使。任满归京，秦王李從榮想要以孙岳为元帅府都押衙，还没有任命，冯赟推举为三司使，参预密谋。朱弘昭、冯赟讨厌李从荣专横，孙岳说这会造成祸端，康义诚听到后不高兴。李从荣事败，康义诚召孙岳同至河南府检阅府藏。当时纷扰未定，康义诚暗中派遣骑士射杀他，孙岳走到通利坊，为骑士杀害，认识与不认识他的人都很痛惜。其子孙琏，历任诸卫将军、节度副使。